# 한국체육과학연구원
한국체육과학연구원은 스포츠과학을 통한 엘리트스포츠 경기력 향상, 국민의 행복 실현 및 건강 증진을 위한 생활스포츠 활성화, 스포츠전문인력 양성, 국내 스포츠산업 육성 등을 위해 1980년 설립된 문화체육관광부 산하 공공기관인 국민체육진흥공단소속 연구기관이다. 서울특별시 노원구 공릉2동 산 223-19에 위치하고 있다.

## 설립 목적
- 국민체육진흥을 위한 체육정책 개발 및 지원
- 스포츠과학의 체계적·종합적 연구
- 국가대표선수 경기력 향상 지원
- 체육지도자 및 스포츠산업전문인력 양성
- 체육정보망 구축·서비스 지원
- 스포츠산업 진흥 연구 및 지원

## 연혁
- 1980년 12월 29일 태릉선수촌에 스포츠과학연구소 설립
- 1989년  7월  8일 재단법인 한국체육과학연구원 설립
- 1989년 11월  1일 1급 경기지도자 연수원 지정
- 1990년  8월  8일 1급 경기지도자 자격검정기관 지정
- 1990년 10월 17일 2급 생활체육지도자 연수원 지정. 2급·3급 생활체육지도자 자격검정기관 지정
- 1994년  1월  1일 2급 경기지도자 자격검정기관 지정
- 1994년 12월 14일 국민체력센터 개관
- 1995년  5월  3일 1급 생활체육지도자 연수원 지정
- 1996년 10월  4일 체육행정공무원 전문교육과정 지정
- 1999년  1월  1일 서울올림픽기념국민체육진흥공단 부설 통합
- 2000년  1월  1일 재단법인 국민체력센터 분리독립
- 2003년  3월 31일 지방공무원 선택전문교육훈련기관 지정
- 2003년  5월 27일 스포츠용품 시험검사소 설립
- 2003년  7월 10일 재단법인 국민체력센터 올림픽공원 이전
- 2004년  3월 25일 체육학술진흥사업 시작
- 2004년  6월 27일 KOLAS 국제공인시험기관 인정
- 2008년  5월 16일 국제행사전문연구기관 선정

## 조직
- 연구조정실
  - 연구기획조정팀
  - 스포츠정보화팀
- 정책개발연구실
- 스포츠과학산업연구실
- 행정지원실
  - 행정지원팀
  - 연수검정원
  - 국민체력사업팀

## 같이 보기
- 문화체육관광부
- 국민체육진흥공단